# Khanato di Bukhara
Il Khanato di Bukhārā (Buxoro Xonligi in usbeco; in persiano خانات بخارا‎, Khānāt Bukhārā) fu uno Stato feudale dell'Asia centrale tra il XVI e il XVIII secolo. Ricevette questa denominazione quando la capitale del Khanato Shaybanide (1500-1598) venne spostata a Bukhara.
Conobbe il suo apogeo sotto l'ultimo Shaybanide, Abdullah Khan II (regnante 1583-1598).
Confinava a sud con la Persia safavide, a est col Khanato di Kokand, a ovest col Khanato di Khiva, mentre a nord vi erano solo steppe disabitate, vagamente appartenenti al Khanato di Kazach.
Nel 1740 fu conquistato dallo Scià persiano Nadir Shah. Dopo la sua morte, nel 1747, il khanato cadde sotto il controllo dei discendenti dell'Emiro uzbeko Khudayar Bi, insigniti del titolo di ataliq. Nel 1785, il suo discendente, Shah Murad, formalizzò la nascita delle dinastia familiare Manghit e il khanato divenne l'Emirato di Bukhara.